# 姉家督
姉家督（あねかとく）は、日本の相続慣行の一つ。初生子が女子の場合にその女子が婿を取って家督を相続する慣行。その慣行により相続する女子のことをも指した。
東北地方で多く行われた。

## 概要
日本の一部の地域では長子相続の慣行があり男女の別を問わずに第一子が家産を相続した。この長子相続制において、第一子たる女子が家督を相続することや、女子本人も姉家督と呼んだ。第一子たる男子のことは単に「家督」と呼んだ。
長子である女子が相続した場合、女子本人ではなく迎えた入婿が戸籍上の戸主となった。
第二子以降の男性（弟）は、家産を相続することはできず、他家へ婿養子に行くことを前提に教育された。この場合、近隣も姉家督の文化があるため、他家の長女と結婚して戸主になれることがあった。また、まれに分家を興すこともあった。他家に婿養子に行ったり、分家を興す前の弟を「舎弟」と呼んだ（現在では単に「弟」を指す方言になっていることもある）。

## 分布
岩手県、宮城県、秋田県など東北地方を中心に見られた。江戸時代にも盛んであったと思われるが、特に記録の明確な幕末以降、明治時代中期までは多くの事例が確認できる。それ以降は家父長制の影響もあり、姿を消した。